# 吉川区

上越市の地域自治区。当区は北東部に位置する。

吉川区（よしかわく）は、新潟県上越市北東部に位置する地域自治区。全域が旧中頸城郡吉川町にあたり、同町の上越市への合併とともに2005年1月1日に設けられた。

## 地理
- 山 : 尾神岳
- 河川 : 吉川、平等寺川、大出口川
- 湖沼 : 中条ノ池

## 教育
- 上越市立吉川小学校
- 上越市立吉川中学校
- 新潟県立吉川高等特別支援学校

2008年に新潟県立吉川高等学校が閉校となった。

## 交通

### バス
頸城自動車グループの頸北観光バスにより運行されている。

### 道路
区内に高速道路や国道は通っていない。
- 一般県道
  - 新潟県道13号上越安塚柏崎線
  - 新潟県道30号新井柿崎線
  - 新潟県道61号柿崎牧線
  - 新潟県道78号大潟高柳線
  - 新潟県道240号上増田吉川線
  - 新潟県道241号川谷十町歩線
  - 新潟県道258号長坂潟町停車場線
  - 新潟県道338号原之町上下浜停車場線
  - 新潟県道376号名木山浦川原線
  - 新潟県道524号黒岩下小野線

## 名所・旧跡・観光スポット・祭事・催事
- 道の駅よしかわ杜氏の郷
- 長峰温泉 ゆったりの郷
- まるたき温泉（閉館）
- 長峰城跡
- やったれ祭り
- 酒祭り
- パラグライダー大会
- 尾神岳
- さいの神
- 結祭
- 夕遊市